# Трубах
Трубах (нем. Trubach) — река в Германии, протекает по земле Бавария. Речной индекс 24268. Длина — 20,67 км. Бассейн — 140,11 км².
Высота истока — 426 м. Высота устья — 283 м.